# Clotildea lucida
Clotildea lucida är en stekelart som beskrevs av Szepligeti 1914. Clotildea lucida ingår i släktet Clotildea och familjen bracksteklar. Inga underarter finns listade i Catalogue of Life.